# Germany first
Germany first ("Prima la Germania"), o anche Europe first ("Prima l'Europa"), è l'espressione che sintetizza la strategia adottata dalla dirigenza militare degli Stati Uniti d'America durante la seconda guerra mondiale: questa politica prevedeva che l'America e il Regno Unito avrebbero dovuto usare la maggior parte delle proprie risorse per sconfiggere anzitutto il Terzo Reich, mentre contro l'Impero del Giappone sarebbe stato adottato un piano temporaneamente difensivo, con lo scopo di guadagnare tempo, impiegando quindi un minor numero di risorse. In seguito alla sconfitta della Germania nazista - considerata come il più pericoloso esponente dell'Asse per via dei suoi piani mondiali, delle sue risorse economiche e della sua avanzata tecnologia - le forze sarebbero poi state concentrate contro il Giappone.
La linea del Germany First fu concordata durante una serie di incontri diplomatici (conferenza di Arcadia) tra Winston Churchill e Franklin Roosevelt a cavallo tra la fine del 1941 e l'inizio del 1942 a Washington.